# Schrambach (Gemeinde Lilienfeld)
Schrambach ist ein Ort im österreichischen Bundesland Niederösterreich und Ortschaft und Katastralgemeinde in der Gemeinde Lilienfeld. Schrambach liegt im Bezirk Lilienfeld und hat 428 Einwohner (Stand 1. Jänner 2024). Der Bahnhof Schrambach liegt an der Bahnstrecke Traisen–Kernhof.